# Dabbawala

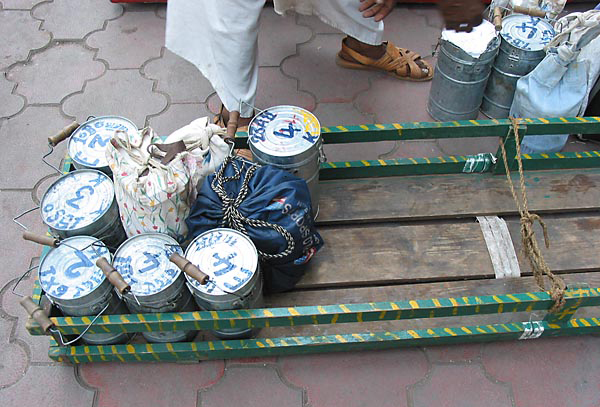
Markeringen: (1) afkortingen voor ophaalpunten, (2) kleurcode van begin station (3) een getal dat het eindstation aanduidt en (4) markeringen voor de dabbawala op het eindstation, gebouw en verdieping.

Een dabbawala is een Indiase voedselbezorger in Mumbai. Deze persoon brengt het voedsel naar de kantoormedewerkers. Dabbawala betekent hij die de doos draagt.
Hoewel het lijkt alsof het beroep erg eenvoudig is, is het een gespecialiseerde handel. De dabbawala bestaat al meer dan een eeuw en is een deel van de cultuur van Mumbai. Het beroep is ontstaan toen India door het Verenigd Koninkrijk was bezet. Voor de Britten, die naar de kolonie kwamen en niet van het lokale eten hielden, werd een service opgezet om hen het eten te brengen dat thuis was geprepareerd.

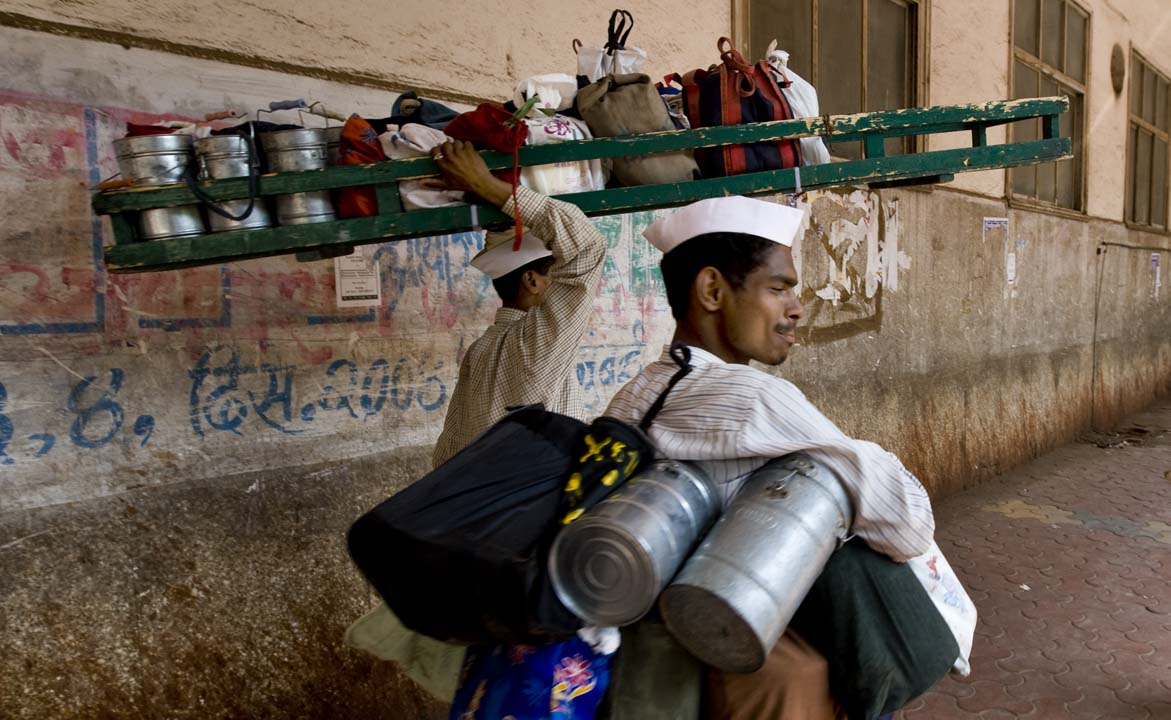
Mumbai Dabbahwalas

Deze pakjesbezorgingsdienst wordt geroemd om de efficiënte en stipte distributie van de dozen, hoewel de bezorgers meestal analfabeet zijn, en er op de dozen slechts een heel eenvoudige aanduiding is aangebracht waar die bezorgd moeten worden. In 2002 meldde Forbes Magazine dat de betrouwbaarheid van de dienst volgens de Six Sigma-norm was. Elke dag worden meer dan 175.000 of 200.000 lunchboxen verplaatst door een geschatte 4.500 tot 5.000 dabbawalas, allemaal met de grootst mogelijke stiptheid. Volgens een recente enquête, maken ze minder dan één fout in elke 6 miljoen leveringen.